# 海賊共和国
海賊共和国（かいぞくきょうわこく、The Republic of Pirates）は、1706年から1718年までバハマのニュープロビデンス島のナッソーに存在した私掠船（事実上の海賊）の船員らを中心とした共同体の自称ないし俗称。彼ら自身によって定められた緩やかな「行動規範（Code of Conduct）」（いわゆる海賊の掟）に基づき統治されていた。1718年に総督となったウッズ・ロジャーズがナッソーに着任し、イギリスの支配を回復するまで、西インド諸島における海賊活動の拠点として、貿易と海運に大きな混乱をもたらした。

## 歴史
イギリス領バハマを拠点とする海賊による略奪行為の歴史は1696年に始まり、ヘンリ・エイヴァリ率いる私掠船ファンシー号はインドの商船からの戦利品をナッソーの港に運び込んだ。ニコラス・トロット総督に賄賂として、金銀、更にはまだ船内に50トンの象牙と100バレルの火薬を積んでいたファンシー号ごと譲り渡した。これによってナッソーは海賊が安全に活動できる拠点として確立されたが、しかし、その後も歴代の総督によって定期的に見せしめとしての取り締まりは行われた。それでも海賊の勢力は拡大の一途を辿ったが、この頃はあくまでまだ総督によって正式に統治されていた。
真の海賊による統治の時代は、1703年と1706年にフランスとスペインの連合艦隊によってナッソーが攻撃された時に始まった（スペイン継承戦争）。島は多くの入植者たちによって事実上放棄され、イギリスの統治機構も撤退した。そして、ナッソーは私掠船の乗組員らに引き継がれることとなった。海賊らはフランスとスペインの船舶を襲撃したが、両国の艦隊もまたさらに数回に渡ってナッソーを攻撃した。海賊たちは、ナッソーに自治権を確立し、事実上の自分たちの共和国を設立した。
1713年までにスペイン継承戦争は終わったが、多くのイギリス所属の私掠船の乗員らは、それを知るのが遅かったり、無視して、そのまま海賊行為を続けた。失業した多くの私掠船の乗組員らはニュープロビデンス島にやってきて共和国に加わり、海賊たちの数が膨大に増えることに繋がった。共和国は激しいライバル関係にある2人の大海賊、ベンジャミン・ホーニゴールドとヘンリー・ジェニングスによって支配されていた。ホーニゴールドは、サミュエル・ベラミーやスティード・ボネット、また「黒髭」として知られる有名なエドワード・ティーチを部下に持つ海賊船長だった。ジェニングスは、チャールズ・ヴェインやキャラコ・ジャック・ラカム、アン・ボニー、メアリ・リードの後見的存在だった。彼らの対立にもかかわらず、海賊たちは協力して海賊団「フライング・ギャング（Flying Gang）」を構成し、悪名を轟かせた。バミューダ総督は、当時のナッソーには100人の住民を上回る1000人以上の海賊がいたと記している。黒髭は後にナッソーの海賊らによって投票で治安判事に就任し、彼が望ましいと考える法と秩序を執行した。
海賊トマス・バロウは「彼はプロビデンス島の総督であり、2つ目のマダガスカルとして、ジャマイカのスループ船から500-600人の男たちが島に入植し、フランスやスペインとの戦争を希望している。しかし、イギリスに対しては、先にそちらから手を出して来ない限り、我々の方からちょっかいを出すことはない」と宣言していた。もともと海賊たちはイギリスの船舶を襲うことは避けていたが、この傾向は時間と共に消え去った。その最高潮には、海賊たちはイギリス海軍のフリゲート艦に対抗できるほどの小型船舶による艦隊まで有した。海賊による莫大な被害や損害を受けて、最終的にジョージ1世は、海賊たちを壊滅させるためにウッズ・ロジャーズをバハマ総督に任命した。1718年、ロジャーズは7隻の艦隊とともにナッソーに到着すると、海賊を辞めるならば恩赦を与えると彼らに布告し、実際、海賊を辞めることを決意した者にはすべて恩赦を与えた。この申し出を受けた有名人としてはホーニゴールドがいる。そしてロジャーズは恩赦を拒絶した海賊の徹底的な取り締まりを命じた。元ナッソーの海賊として地理を熟知するホーニゴールドは、かつての仲間たちを熱心に追跡し、黒髭やヴェインは逃げおおせたものの、10人の海賊が彼に拘束され、1718年12月12日の朝にその内の9人が処刑された。これらによってイギリスは支配権を再確立し、バハマでの海賊共和国を終わらせた。逃亡した海賊たちは、カリブ海の他の地域で海賊行為を続けた。

## 行動規範（Code of Conduct）
海賊たちは、彼らが「海賊の掟」と呼ぶ規則によって活動していた。そうした事実が、ニュープロビデンス島の支配が一種の「共和国」だったという彼らの主張の根拠でもあった。掟に基づいて、海賊たちは自分たちの船を民主的に動かし、略奪を平等に分け合い、公平な投票によって自分たちの船長を選んでいた。海賊の多くは、アン女王戦争（1702年-1713年）の終結以来の私掠船の廃業者たちや、商船や海軍艦艇に待遇の不満から反乱を起こした元船員たちであり、また、多くのアイルランド人の中にいるアフリカ人も乗組員として平等なメンバーになることができ、何人かのムラートの中には海賊船長になった者もいる。また、海賊の中には、スチュアート朝の復活を目指して海賊になったジャコバイトたちもいた。

## ナッソーの海賊たち

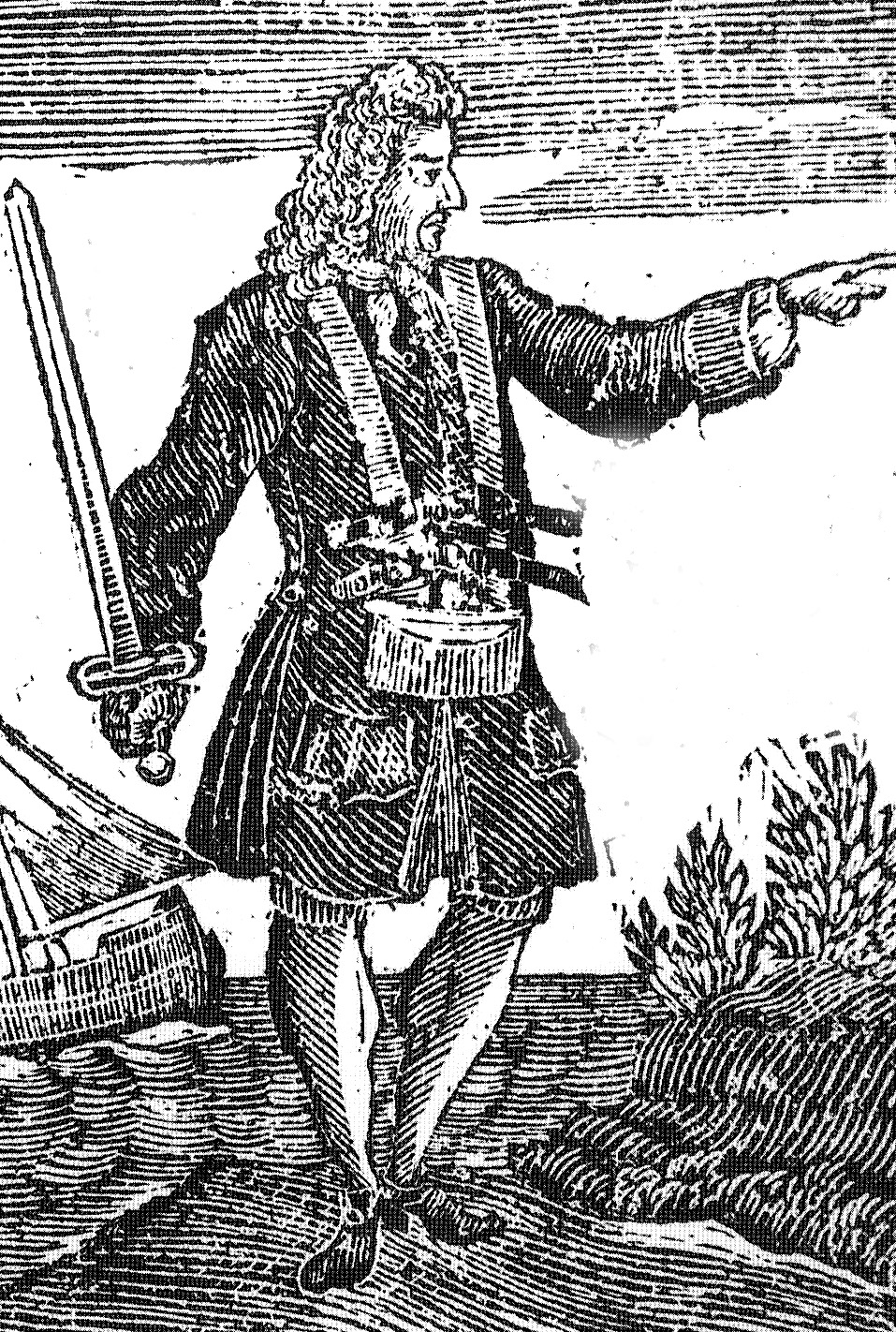
チャールズ・ヴェイン
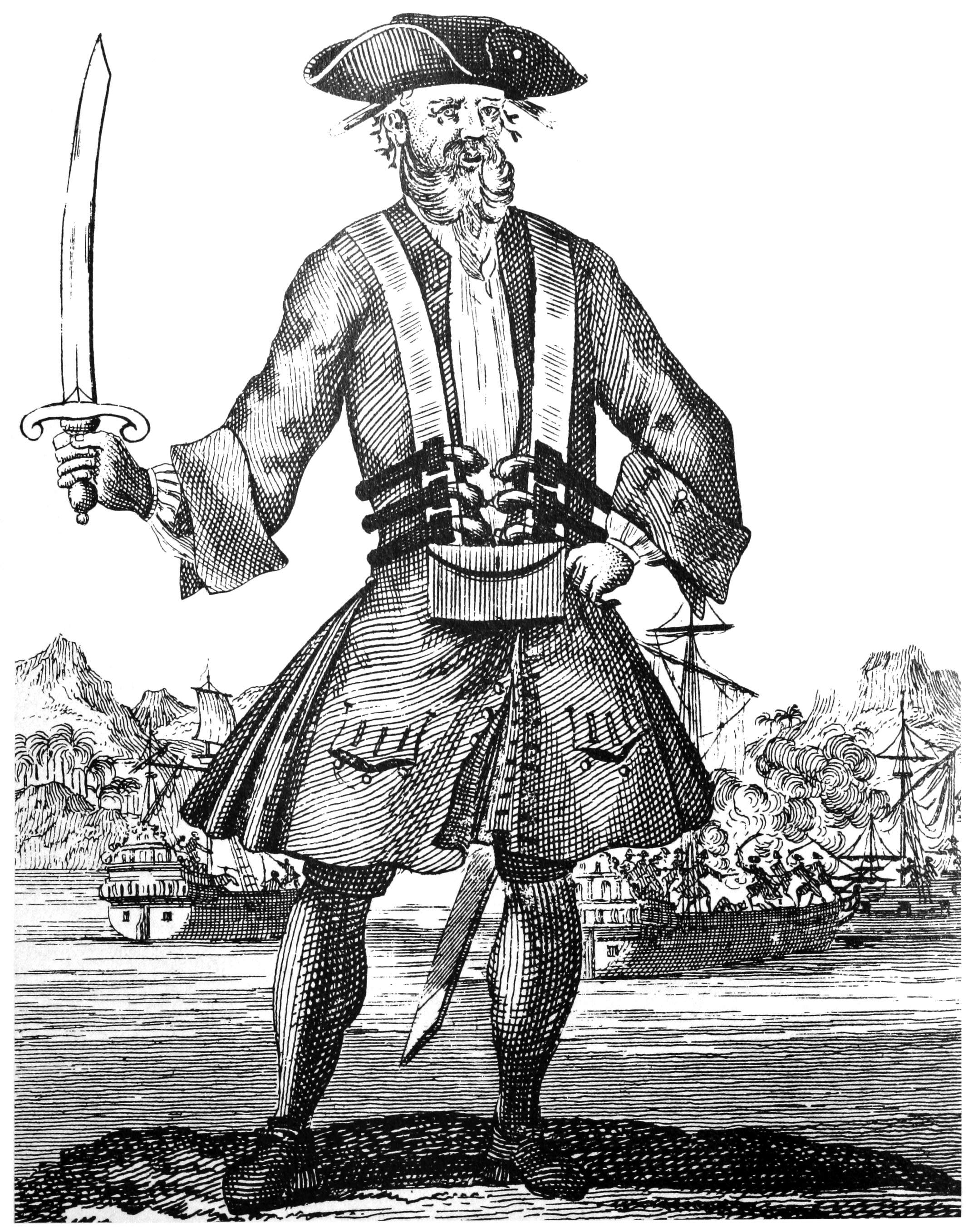
エドワード・ティーチ
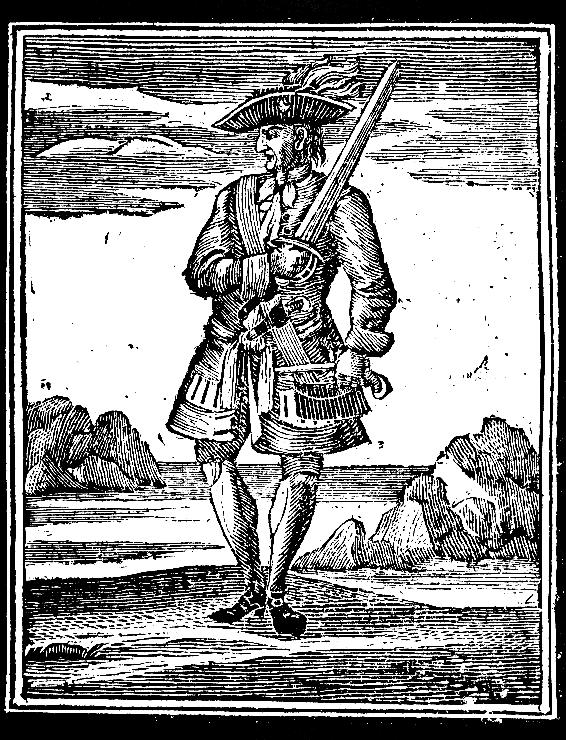
ジャック・ラカム